# MOSFET
O transistor MOSFET (acrônimo de Metal Oxide Semiconductor Field Effect Transistor, ou transistor de efeito de campo semicondutor de óxido metálico — TECMOS), é o tipo mais comum de transístores de efeito de campo em circuitos tanto digitais quanto analógicos. Seu princípio básico foi proposto pela primeira vez por Julius Edgar Lilienfeld, em 1925.

## Introdução

Símbolo de esquema elétrico de um MOSFET

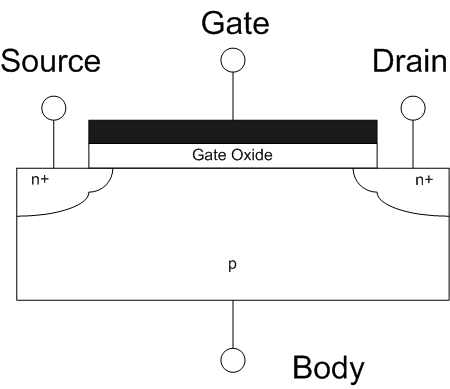
Corte transversal de um MOSFET tipo N (NMOS)

A palavra "metal" no nome é um anacronismo vindo dos primeiros chips, onde as comportas (gates) eram de metal. Os chips modernos usam comportas de polissilício, mas ainda são chamados de MOSFETs. Um MOSFET é composto de um canal de material semicondutor de tipo N ou de tipo P e é chamado respectivamente de NMOS ou PMOS. Geralmente o semicondutor escolhido é o silício, mas alguns fabricantes, principalmente a IBM, começaram a usar uma mistura de silício e germânio (SiGe) nos canais dos MOSFETs. Infelizmente muitos semicondutores com melhores propriedades elétricas do que o silício, tais como o arsenieto de gálio, não formam bons óxidos nas comportas e portanto não são adequados para os MOSFETs. O IGFET é um termo relacionado que significa Insulated-Gate Field Effect Transistor, e é quase sinônimo de MOSFET, embora ele possa se referir a um FET com comporta isolada por um isolante não óxido.
O terminal de comporta é uma camada de polissilício (sílicio policristalino) colocada sobre o canal, mas separada do canal por uma fina camada de dióxido de silício isolante. Quando uma tensão é aplicada entre os terminais comporta (gate) e fonte (source), o campo elétrico gerado penetra através do óxido e cria uma espécie de "canal invertido" no canal original abaixo dele. O canal invertido é do mesmo tipo P ou tipo N, como o da fonte ou do dreno, assim, ele cria um condutor através do qual a corrente elétrica possa passar. Variando-se a tensão entre a comporta e a fonte se modula a condutividade dessa camada e torna possível se controlar o fluxo de corrente entre o dreno e a fonte.

Existem também modelos de Amplificador operacional baseados na tecnologia FET/MOSFET, muito úteis e com grande utilização na indústria eletrônica

## Estrutura do MOSFET
O MOSFET é um dispositivo de 4 terminais: dreno (drain), fonte (source), porta (gate) e substrato (bulk), sendo que em circuitos discretos, normalmente só tem três terminais acessíveis, tendo o substrato ligado à fonte. A dopagem do poço é complementar à dos terminais. Os parâmetros de dimensionamento mais importantes são {\displaystyle W} a largura do canal, que condiciona a passagem de corrente no transistor, sendo proporcional a esta.  O {\displaystyle L} é o comprimento do canal que está relacionado com o tempo de trânsito dos elétrons no canal, restrigindo assim a resposta em frequência do dispositivo.
| Canal P |      |                                     |                                 |                                 |                             |
| Canal N |      |                                     |                                 |                                 |                             |
|         | JFET | MOSFET enhancement (intensificação) | MOSFET enhanced (sem substrato) | MOSFET enhanced (sem substrato) | MOSFET depletion (depleção) |

## Modos de operação do MOSFET

Simulação da formação do canal de inversão (densidade eletrônica) e obtenção da tensão de limiar (IV) em um MOSFET de nanofios. Nota: a tensão limite para este dispositivo fica em torno de 0,45 V.

A operação de um MOSFET pode ser dividida em três diferentes modos, dependendo das tensões aplicadas sobre seus terminais. Para o NMOS os modos são: (para o PMOS as referências de tensões e corrente são complementares):
- Região de Corte: quando {\displaystyle V_{GS}<V_{th}}

onde {\displaystyle V_{GS}} é a tensão entre a comporta e a fonte e {\displaystyle V_{th}} é a Tensão de threshold (limiar) de condução do dispositivo
O transístor permanece desligado, e não há praticamente corrente entre o dreno e a fonte. Enquanto a corrente entre o dreno e fonte deve idealmente ser zero devido à chave estar desligada, há uma fraca corrente invertida.
- Região de Triodo: quando {\displaystyle V_{GS}>V_{th}}  e {\displaystyle V_{DS}<V_{GS}-V_{th}}onde {\displaystyle V_{DS}} é a tensão entre dreno e fonte.

O transístor é ligado, e o canal que é criado permite o fluxo de corrente entre  o dreno e fonte. O MOSFET opera como um resistor, controlado pela tensão na comporta. A corrente do dreno para a fonte é ,
 {\displaystyle I_{D}={\frac {\mu _{n}C_{ox}}{2}}{\frac {W}{L}}(2(V_{GS}-V_{th})V_{DS}-V_{DS}^{2})}

Nesta região de funcionamento é possível destacar duas zonas, uma aproximadamente linear com {\displaystyle V_{DS}<<V_{GS}}  e outra sub-linear com {\displaystyle V_{DS}\approx V_{GS}}.
Deve-se notar que apesar de nesta região haver um comportamento linear, não é neste o modo usado como amplificador em circuitos analógicos.
- Região de Saturação: quando {\displaystyle V_{GS}>V_{th}} e {\displaystyle V_{DS}>V_{GS}-V_{th}}

O transístor fica ligado, e um canal que é criado permite o fluxo de corrente entre o dreno e a fonte. Como a tensão de dreno é maior do que a tensão na comporta, uma parte do canal é desligado. A criação dessa região é chamada de pinçamento (pinch-off). A corrente de dreno é agora relativamente independente da tensão de dreno (numa primeira aproximação) e é controlada somente pela tensão da comporta de tal forma que ,
 {\displaystyle I_{D}={\frac {\mu _{n}C_{ox}}{2}}{\frac {W}{L}}(V_{GS}-V_{th})^{2}}

Característica da corrente de um transístor

Em circuitos digitais, os MOSFETs são usadas preferencialmente as regiões de corte e região ôhmica. Em circuitos analógicos é usado o transístor em modo de saturação, o que costuma fazer confusão com o modo de saturação dos transístores bipolares de junção que são substancialmente diferentes. A saturação nos MOS é análoga a Zona Ativa Direta dos TBJ.

## Efeito de modulação do comprimento do canal
Numa primeira aproximação a corrente do transistor no modo de saturação é praticamente independente da tensão {\displaystyle V_{DS}}. Tal aproximação deixa de ser válida quanto mais se afasta do limiar tríodo-saturação. Obtem-se assim a expressão que tem em conta esse fenómeno:
{\displaystyle I_{D}={\frac {\mu _{n}C_{ox}}{2}}{\frac {W}{L}}(V_{GS}-V_{th})^{2}(1+\lambda V_{DS})}
Onde, {\displaystyle 1/\lambda =U_{A}} que é a tensão de Early. Um parâmetro característico do transistor.
Este efeito manifesta-se substancialmente em dispositivos de dimensões muito reduzidas e de substratos pouco dopados.

## Regime incremental
A análise da resposta deste dispositivo a sinais não-estacionários pode ser feita com recurso a uma linearização das equações da corrente para o mesmo. Desenvolvimento de primeira ordem em série de Taylor, em torno do ponto de funcionamento em repouso.
{\displaystyle i_{d}={\frac {\partial i_{D}}{\partial u_{GS}}}u_{gs}+{\frac {\partial i_{D}}{\partial u_{DS}}}u_{ds}+...}
{\displaystyle {\frac {\partial i_{D}}{\partial u_{GS}}}=g_{m}=\mu _{n}C_{ox}{\frac {W}{L}}(V_{GS0}-V_{th0})}
Onde, {\displaystyle g_{m}} é definido como o parâmetro de transcondutância incremental.
{\displaystyle {\frac {\partial i_{D}}{\partial u_{DS}}}=g_{ds}=r_{o}^{-1}\approx \lambda i_{D}}

## Capacitâncias parasitas de um Transistor MOSFET
A capacitância parasita pode se manifestar de diversas formas, dependendo do tipo do circuito e do transistor. Um efeito bastante comum, é o efeito conhecido como "cross talk", no qual campos elétricos próximos e adjacentes ao transistor, podem leva-lo a condução, mesmo sem que nenhum sinal esteja sendo aplicado em seu terminal de controle, produzindo interferências.
Os transistores MOSFETs são dispositivos controlados por tensão, pois um sinal positivo na porta de um transistor do canal N, cria um campo elétrico que atrai elétrons na região semicondutora, formando o canal de condução. O que é importante salientar, é que na maioria dos casos não é necessário a aplicação de um sinal em sua porta para fazer um MOSFET entrar em condução, campos elétricos externos, adjacentes e próximos ao transistor, e também até mesmo o campo elétrico produzido pela fonte de alimentação do sistema, o qual se espalha pela superfície onde encontra-se montado o transistor, podendo ser uma placa de circuito impresso, ou pastilha de silício em circuitos integrados, produzem nos mesmos um momento atração/repulsão na sua porta, levando-o a condução e até a saturação involuntária, o que pode produzir a aparição de estados indesejados em um circuito, também conhecido como Cross Talk.
Os incovenientes deste efeito, podem ser atenuados, por meio de resistores de pull up ou pull down, dependendo do modo de operação do transistor no circuito, evitando assim que o mesmo entre em estados indesejados, principalmente no estado transitório quando o circuito é ligado. Porém em alguns casos, este efeito, de forma controlada, é aproveitado de forma positiva, como por exemplo na inicialização de flip flop's e contadores, em circuitos integrados CMOS digitais, os quais não sejam muito complexos e também não exijam uma precisão muito apurada em seu funcionamento. Geralmente circuitos para testes e cunho didático.
Um segundo efeito bastante comum é o atraso de propagação de sinais, quando circuito possui muitos estágios com transistores ligados em cascata, devido ao fato do tempo necessário para que o seu terminal de controle seja carregado para inciar a condução do transistor, contudo, este feito pode ser aproveitado de forma positiva em alguns modelos de osciladores em anel.
O terceiro efeito, o qual esta relacionado com o segundo citado acima, é o chamado de  "carregamento de porta", devido a porta, que é o seu eletrodo de controle, estar isolada por uma camada de óxido metálico, do resto da região semicondutora, produzindo um "efeito memória". Este efeito da capacitância parasita em mosfets, é utilizado também positivamente em memórias não voláteis, como a EPROM, EEPROM e Flash, acrescentando mais uma porta em flutuação no transistor mosfet, de modo a se ter um capacitor completo.
Ainda existe um quarto efeito da capacitância parasita, o qual está relacionado ao manuseio de transistores mosfets discretos, ou circuitos integrados com transistores CMOS. A mão humana muitas vezes pode armazenar cargas elétricas, as quais podem destruir a camada de óxido da porta de um mosfet. Muitos cuidados devem ser tomados, durante o transporte e manuseio deste componente, como embalagens anti estáticas, e pulseira de aterramento no braço, são algumas das medidas de proteção, para se evitar danos aos transistores. Muito embora os transistores e circuitos integrados, estão vindo de fábrica hoje em dia, com diodos de proteção em seus terminas de entrada, curto-ciruitando altas correntes, evitando assim danos ao transistor MOSFET.

### Em inglês
- The 21st Century Public Policy Institute (1999).   "Social Conditions for Technology Creation".  Retrieved Sep. 16, 2005. By KRISID MISSO
- Lessons In Electric Circuits - INSULATED-GATE FIELD-EFFECT TRANSISTORS